# NGC 925
NGC 925 és una galàxia espiral barrada en la constel·lació del Triangle, a uns 45 milions d'anys llum.